# Martin-und-Katharina-Luther-Kirche

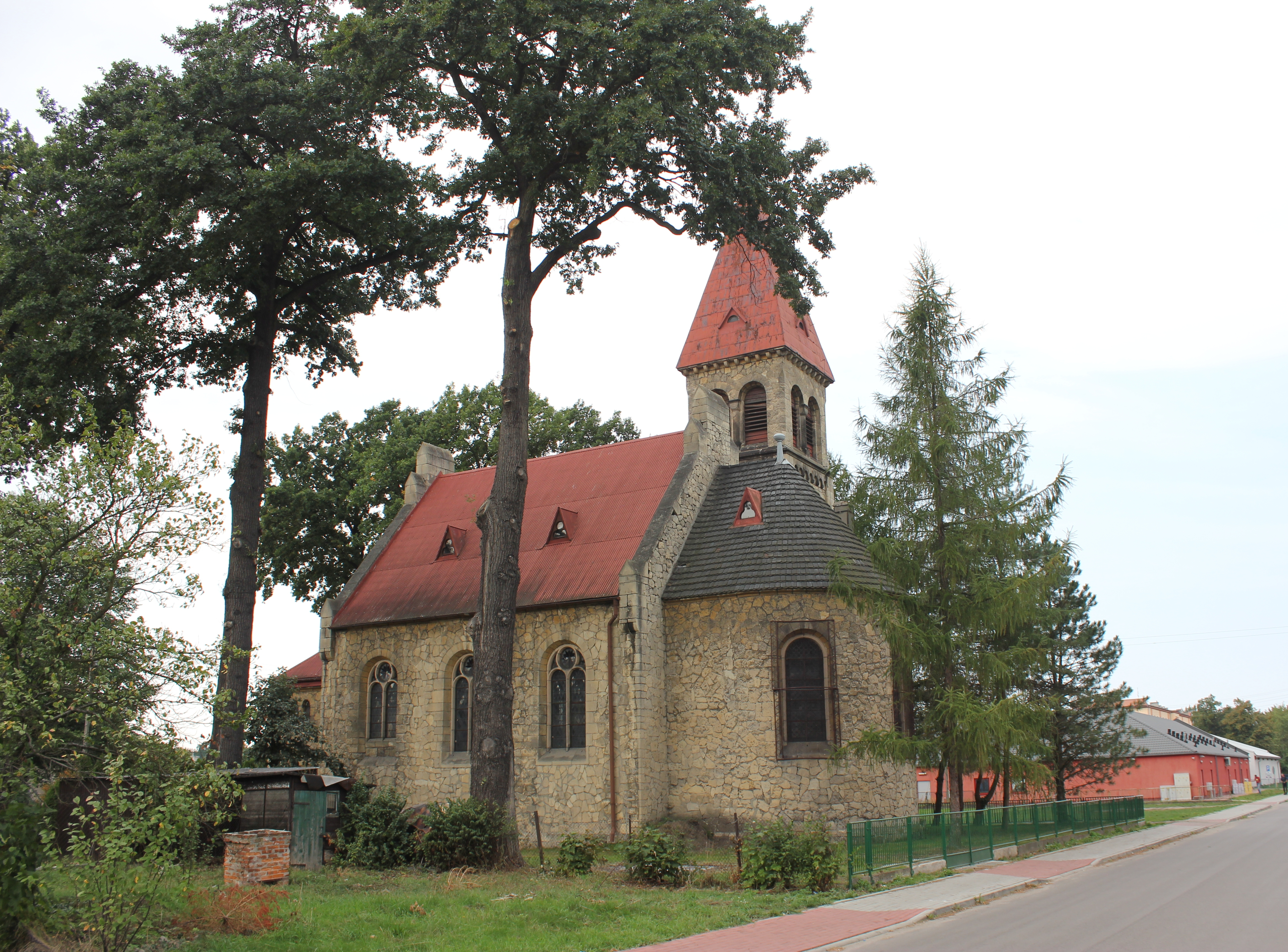
Blick auf die Martin-und-Katharina-Luther-Kirche

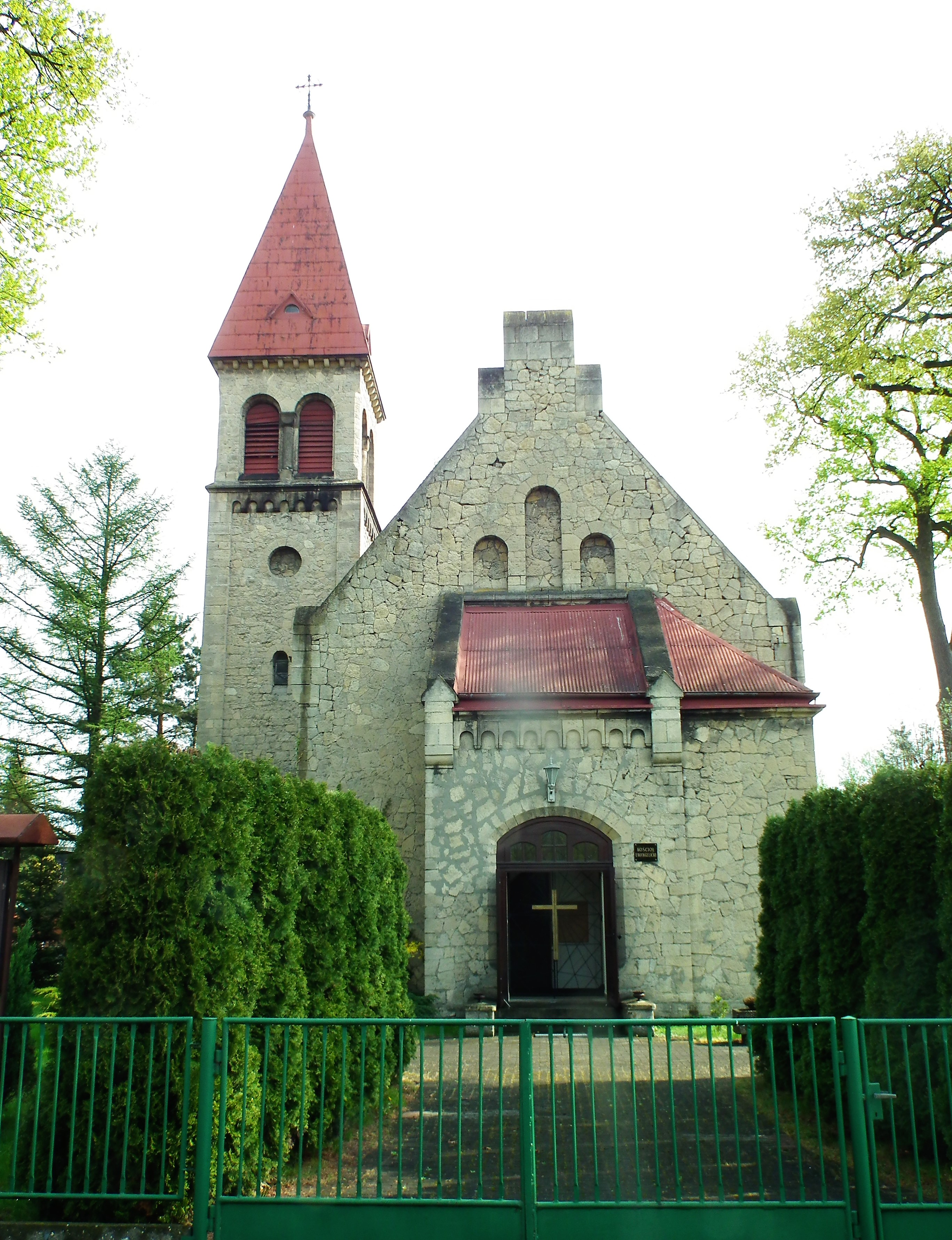
Blick auf den Eingang

Die Martin-und-Katharina-Luther-Kirche im oberschlesischen Zawadzkie (Zawadzki) ist eine evangelische Filialkirche. Die denkmalgeschützte Kirche im neoromanischen Stil stammt aus dem späten 19. Jahrhundert und ist nach dem Theologen und Reformator Martin Luther und seiner Ehefrau Katharina Luther benannt. Die Martin-und-Katharina-Luther-Kirche gehört der Evangelisch-Augsburgischen Gemeinde in Groß Lassowitz. Sie befindet sich an der Ulica Opolska 18a.

## Geschichte
Die Kirche wurde 1894 neben dem damaligen Eingang zum Zawadzkiwerk erbaut und am 20. September 1894 eingeweiht. Daran erinnert auch ein Gedenkstein vor der Kirche. Damals hatte Zawadzki etwa 200 evangelische Einwohner. Neben der Kirche wurde auch ein Pfarrhaus errichtet und um die Kirche ein evangelischer Friedhof angelegt.
1929 wurde in der Vorhalle der Kirche eine Gedenktafel für die Gefallenen und Vermissten des Ersten Weltkriegs mit 19 Namen angebracht. Damals hatte die Gemeinde etwa 450 Mitglieder. Sie gehörte zum Kirchenkreis Oppeln in der Kirchenprovinz Schlesien der Evangelischen Kirche der altpreußischen Union.
Nach 1945 wurde die Kirche durch den polnischen Staat konfisziert und zunächst einer römisch-katholischen Gemeinde übergeben, die dort von 1948 bis 1955 Messen für Schulkinder abhielt. Erst nach mehreren Jahren erhielten die Lutheraner das Kirchengebäude zurück. Am 20. Oktober 2019, zum 125. Jubiläum der Kirche, wurde sie nach Martin und Katharina Luther benannt, zuvor wurde sie schlicht als Evangelische Kirche bezeichnet.

## Architektur
Bei der Martin-und-Katharina-Luther-Kirche handelt es sich um ein neoromanisches Bauwerk mit einer grauen Feldsteinfassade und wenigen Dekorationselementen aus Stein. Sie besitzt einen einzelnen Kirchturm, der sich seitlich am Kirchenschiff befindet.